# Desmos
Desmopsis Lour. – rodzaj roślin z rodziny flaszowcowatych (Annonaceae Juss.). Według The Plant List w obrębie tego rodzaju znajduje się 27 gatunków o nazwach zweryfikowanych i zaakceptowanych, podczas gdy kolejnych 13 taksonów ma status gatunków niepewnych (niezweryfikowanych). Występuje naturalnie w klimacie równikowym na obszarze od Azji Południowo-Wschodniej po Australię i zachodnią część Oceanii. Gatunkiem typowym jest D. cochinchinensis Lour. 

## Morfologia
PokrójZimozielone krzewy, rzadziej małe drzewa.
LiścieNaprzemianległe, pojedyncze, siedzące. Blaszka liściowa jest całobrzega.
KwiatyPromieniste, obupłciowe, zebrane po kilka w pęczki. Rozwijają się w kątach pędów lub na ich szczytach. Często wydzielają zapach. Mają 3 wolne działki kielicha. Płatków jest od 2 do 6, ułożonych w dwóch okółkach, wewnętrzne są mniejsze niż zewnętrzne. Kwiaty mają liczne wolne Pręciki z pylnikami otwierającymi się do wewnątrz. Zalążnia jest górna, składająca się z licznych słupków zawierających od jednej do ośmiu komór z jednym lub dwoma zalążkami. Znamię ma podłużny, owalny lub obojczykowy kształt.
OwoceJagody osadzone na krótkich szypułkach.

## Systematyka
Pozycja według APweb (aktualizowany system APG III z 2009)
Rodzaj wraz z całą rodziną flaszowcowatych w ramach rzędu magnoliowców wchodzi w skład jednej ze starszych linii rozwojowych okrytonasiennych określanych jako klad magnoliowych.
Lista gatunków
| - Desmos cambodicus (Finet & Gagnep.) Ast - Desmos caudatus C.E.C.Fisch. - Desmos chinensis Lour. - Desmos chryseus (Miq.) Merr. - Desmos cochinchinensis Lour. - Desmos costatus (Miq.) Merr. - Desmos dinnensis (Pierre) Merr. - Desmos dubius (Craib) Craib - Desmos dumosus (Roxb.) Saff. - Desmos dunalii (Wall. ex Hook.f. & Thomson) Saff. - Desmos elegans (Thwaites) Saff. - Desmos elmeri P.T.Li - Desmos goezeanus (F.Muell.) Jessup - Desmos grandifolius (Finet & Gagnep.) C.Y.Wu ex P.T.Li | - Desmos lecardii (Guillaumin) R.E.Fr. - Desmos leucanthus A.C.Sm. - Desmos macrocarpus Bân - Desmos palawanensis (Elmer) Merr. - Desmos pedunculosus (A.DC.) Bân - Desmos polycarpus Jessup - Desmos praecox (Hook.f. & Thomson) Saff. - Desmos ramarowii (Dunn) D.Das - Desmos saccopetaloides (W.T.Wang) P.T.Li - Desmos tiebaghiensis (Däniker) R.E.Fr. - Desmos viridiflorus Saff. - Desmos wardianus (F.M.Bailey) Jessup - Desmos zeylanicus (Hook.f. & Thomson) Saff. |

## Zastosowanie
Owoce niektórych gatunków są jadalne. D. chinensis jest uprawiany jako żywopłot na Jawie.